# 森格鲁尔
森格鲁尔是印度旁遮普邦森格鲁尔县的一个城镇。总人口78717（2001年）。

## 人口
该地2001年总人口78717人，其中男性42407人，女性36310人；0—6岁人口8401人，其中男4705人，女3696人；识字率71.54%，其中男性为74.71%，女性为67.85%。